# Спина, Мария Грация

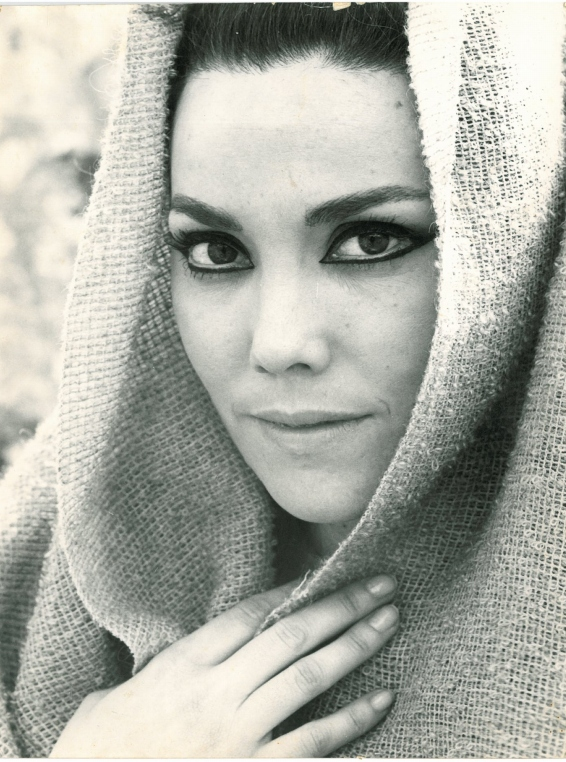
Мария Грация Спина в кинофильме «Библия», 1966 год

Мария Грация Спина (настоящее имя — Мария Грация Спинацци; 3 июня 1936, Венеция — 13 марта 2025, Падуя, Венеция) — итальянская актриса

 театра, кино и телевидения.

## Жизнь и карьера
Мария Грация Спинацци родилась в Венеции. Как актриса дебютировала в театральной компании Stabile di Trieste, затем работала с Витторио Гассманом, Арольдо Тьери, Элизой Седжани, Глаучо Маури (ит.). Её фильмография также обширна, но несмотря на яркую внешность и большое количество киноролей, особенно в комедиях и приключенческих фильмах, признания и популярности добиться она не смогла. Более успешной оказалась работа на телевидении, где у неё регулярно появлялись возможности блеснуть серьёзными ролями в качественных сериалах. В 1965 году представляла музыкальный фестиваль Сан-Ремо.
Умерла 13 марта 2025 года в возрасте 88 лет.

## Избранная фильмография
- Музыкальный автомат кричит о любви (1959)
- Казаки (1960)
- Il peccato degli anni verdi (1960)
- Керим, сын Шейха (1962)
- Тигр семи морей (1962)
- Чёрный Герцог (1963)
- Зорро и Три мушкетёра (1963)
- Il Successo (1963)
- Самсон и Королева рабов (1963)
- Геркулес против монголов (1963)
- Восстание варваров (1964)
- Тото против Чёрного пирата (1964)
- Максимальное Давление (1965)
- Я, Я, Я… и другие (1966)
- Библия (1966)
- La calandria (1972)
- Ругантино (1973)
- Жестокий Неаполь (1976)
- La madama (1976)